# Kutkî, Slavuta
Kutkî (în ucraineană Кутки) este un sat în comuna Stavîceanî din raionul Slavuta, regiunea Hmelnîțkîi, Ucraina.

## Demografie
Componența lingvistică a localității Kutkî
     Ucraineană (98,96%)
     Alte limbi (1,04%)
Conform recensământului din 2001, majoritatea populației localității Kutkî era vorbitoare de ucraineană (98,96%), existând în minoritate și vorbitori de alte limbi.